# Louis-Prudent-Alexandre Robichaud
Pour les articles homonymes, voir Robichaud.
Louis-Prudent-Alexandre Robichaud (1890 - 1971) est un agriculteur et un avocat canadien du Nouveau-Brunswick.

## Biographie
Louis-Prudent-Alexandre Robichaud est né le 25 janvier 1890 à Cocagne, au Nouveau-Brunswick. 
Libéral, il se lance en politique fédérale en briguant le siège de la circonscription de Kent mais il est battu en 1925 par Alexandre Doucet. Il remporte finalement l'élection, 10 ans plus tard, le 14 octobre 1935, face au même Alexandre Doucet et à Télésphore Arsenault.
Il est mort le 17 mars 1971 à Richibouctou, dans la même province à l'âge de 81 ans.